# Keiko Ibi
Keiko Ibi (jp. 伊比 恵子 Ibi Keiko; * 1967 in Niigata, Japan) ist eine japanische Dokumentarfilmerin, Filmregisseurin und Kamerafrau, die bei den 71. Academy Awards 1999 mit einem Oscar für ihren Kurzfilm The Personals: Improvisations on Romance in the Golden Years ausgezeichnet worden ist.

## Biografie
Keiko Ibi ist das einzige Kind ihrer inzwischen geschiedenen Eltern. Schon früh fand sie Gefallen an amerikanischen Filmen. Sie studierte Literatur an der japanischen Frauenuniversität Nihon Joshi Daigaku. Während dieser Zeit wurde die damals 19-jährige 1987 zur Miss Japan gewählt. Sie nahm Schauspielunterricht und leitete Schulaufführungen. Ab 1991 studierte sie Filmkunst an der Syracuse University und kam ihrem Ziel, Sprache und Kultur ihrer neuen Heimat noch besser zu beherrschen, ein weiteres Stück näher. 1993 wechselte sie an die New York University, zu deren Absolventen etliche Gewinner des Academy Awards gehören. Sie schloss ihr Studium dort 1998 mit dem Master of Fine Arts ab.
1994 war Ibi an Greg Paks Kurzfilmdrama Mr. Lee, in dem eine koreanisch-amerikanische Mutter ihre Tochter im Bett eines Afroamerikaners erwischt, beteiligt. Ebenso wirkte sie 1997 an Paks Kurzfilm Mouse hinter der Kamera mit. Der Film thematisiert, wie ein junger Mann versucht einem Gespräch mit seiner Freundin über Schwangerschaft zu entkommen, indem er eine Maus in seiner Wohnung freilässt.
Gleich für ihren ersten eigenen Film The Personals: Improvisations on Romance in the Golden Years wurde sie mit einem Oscar belohnt, schon die Nominierung war eine Überraschung, da es selten vorkommt, dass die Abschlussarbeit eines Studenten überhaupt eine solche erhält. Ibi ist die erste Japanerin, die einen Oscar gewinnen konnte.
Das komödiantische Spielfilmdrama Chutney Popcorn über Reena, eine junge indisch-amerikanische lesbische Frau, deren Schwester feststellen muss, dass sie selbst unfruchtbar ist, stand 1999 auf Ibis Arbeitsplan.
Keiko Ibi ist mit dem aus Texas stammenden Regisseur und Kameramann Grek Pak verheiratet.

## Filmografie (Auswahl)
- 1994: Mr. Lee (Kurzfilm; Abt. Kamera)
- 1997: Mouse (Kurzfilm, an der Kamera)
- 1998: Fighting Grandpa (Dokumentar-Kurzfilm; Abt. Ton)
- 1999: The Personals: Improvisations on Romance in the Golden Years (Dokumentar-Kurzfilm; Produzentin, Editor, Regisseurin)
- 1999: Chutney Popcorn (Abt. Kamera)

## Auszeichnungen (Auswahl)
jeweils für The Personals: Improvisations on Romance in the Golden Years bei der
Academy Awards 1999:
- Oscar für Keiko Ibi in der Kategorie „Bester Dokumentar-Kurzfilm“

San Francisco International Film Festival 2000:
- Silver Spire für Keiko Ibi in der Kategorie „Fernsehen – Gesellschaft und Kultur“